# Johannes Schrant
Johannes Matthias Schrant (Amsterdam, 24 maart 1783 - Leiden, 5 april 1866) was priester, letterkundige, historicus en hoogleraar en rector magnificus aan de universiteiten van Gent en Leiden.

## Priesterschap
Johannes Schrant werd geboren als de zoon van Rudolph Schrant, een schrijnwerker, en Joanna Stapper. Van 1803 tot 1806 volgde hij een priesteropleiding in het seminarie van Warmond. Na zijn priesterwijding in 1806 werd hij aangesteld als kapelaan in Amsterdam. Al snel maakte hij naam als prediker. Schrant was een voorstander van een Verlicht en liberaal katholicisme, tot ongenoegen van de conservatieve leiding van de rooms-katholieken in de Noordelijke Nederlanden. In 1811 werd hij daarom overgeplaatst naar Bovenkarspel bij Enkhuizen, een kleine parochie ver van de hoofdstad.

## Hoogleraar

### Gent
Koning Willem I vroeg Schrant in 1817 om hoogleraar te worden in de pas opgerichte Gentse Universiteit. Het Nederlands was op dat ogenblik in Vlaanderen de taal van het "gewone volk". Als wetenschapstaal en in de kerk werd het Latijn gebruikt, in het bestuur en de administratie het Frans. Willem I wilde hier verandering in brengen, en zag de verlichte en welsprekende Schrant als ideale kandidaat.
Schrant zag het als zijn taak om het Nederlands bij de studenten te introduceren als algemeen verstaanbare en beschaafde administratieve en omgangstaal. Hij stelde een Nederlandse grammatica op vol praktische wenken, gaf lessen over woordenschat, woordgebruik, titulatuur, het opstellen van verzoekschriften en het houden van redevoeringen. In zijn eerste jaar als docent gaf hij de vakken Historia Universalis en Litterae Belgicae/Litterarum Belgicarum Praesentia. Zijn colleges hadden echter weinig succes. Het aantal studenten begon ieder collegejaar met een stuk of zeven, maar zakte in de loop van het jaar naar 2 of 3, en Schrant kreeg een gratificatie van 500 florijnen om het gebrek aan inkomsten te compenseren.
Tot 1849/1850 was het de gewoonte dat elk academiejaar een nieuwe rector werd aangesteld, telkens uit een andere faculteit. Schrant vervulde de functie in het academiejaar 1820/1821.

### Leiden
Toen in 1830 de Belgische Revolutie uitbrak, vluchtte Schrant terug naar het noorden. In 1831 kreeg hij een functie aangeboden als hoogleraar in Leiden. Hij kocht hier de buitenplaats Spawijck en doopte deze om tot Vreewijk.
In het academiejaar 1843–1844 was Schrant ook in Leiden rector magnificus. In 1853 ging hij met emeritaat. Zijn neef Johannes Matthias Schrant jr. (1823-1864) was hoogleraar pathologie in Leiden.
- Bibliothèque nationale de France: cb15009004d (data)
- Biografisch Portaal: 03984578
- Digitale Bibliotheek voor de Nederlandse Letteren: schr005
- Gemeinsame Normdatei: 100265677
- International Standard Name Identifier: 0000 0000 4083 9952
- Library of Congress Control Number: no99074087
- Nederlandse Thesaurus van Auteursnamen: 069980101
- Système universitaire de documentation: 084543094
- Virtual International Authority File: 34732314
- WorldCat: E39PBJkXBJqYQjQJdCtF93KWXd